# Лагарфљотски црв
Лагарфљотски црв (исл. Lagarfljótsormurinn) је исландско језерско чудовиште које наводно живи у језеру Лагарфљот. Прво виђење овог створења десило се 1345. године, а виђења су се наставила и у 21. веку. Задње забележено виђење десило се 2012. године када је снимљено створење које плива по језеру. 
Већина људи који су видели ово створење кажу како виде грбу која вири из воде. Створење је наводно дугачно око 12 метара (неки људи кажу како је грба која вири из воде дугачка као аутобус). У фебруару 2012. године објављене су снимке бића налик на дугачког црва који плива кроз воду. Људи који су објавили снимку касније си изјавили како мисле да је то био неживи објекат зато што током снимка објекат на води није мењао смер и изгледало је како га вода гура а не да само плива. 